# 西藏棕熊
西藏棕熊（學名：Ursus arctos pruinosus，汉语拼音字母：xar maahai，东部标准音：[ʃɑr mɑːxæː]）是棕熊的亚种，生活在青藏高原东部。西藏棕熊也叫马熊，在英文中还称“蓝熊”。英文维基百科声称其藏语名为“དོམ་རྒྱ་སྨུག”（tom gyamug）；藏语中对马熊和喜马拉雅棕熊的统称为“དྲེད་མོང”（chêmong），在藏语中又下分为体型较大主动攻击人的草原型qangzhê和体型较小不主动攻击人的森林型nagzhê。西藏棕熊是世界上最稀少的棕熊之一，西藏棕熊早年或許很少見(更大可能是資訊封閉導致)，但現今已頻繁被人們目擊，尤以川西地區因人口密度相較青藏高原更高，目擊事件時有所聞亦有影像佐證。西藏棕熊的骨头和皮毛的标本。在1854年被命名。
西藏棕熊以與雪人的關係而著名。一個1960年的探險隊出發前往尋找雪人存在的證據，由艾德蒙·希拉里爵士所領導，結果他們找到兩撮被認為是 "雪人毛" 的毛髮，經由科學鑑定的結果認為是西藏棕熊毛皮的一部份。儘管西藏棕熊不太可能棲息在如此高海拔的地方與雪地中，這些皮毛可能來自於尋找食物或配偶的少數個體。由於資訊的缺乏，目前對西藏棕熊的生活習性和分佈範圍所知甚少。
有些专家认为，戈壁棕熊和西藏棕熊是同一个亚种；這是根據形態學上的相似與認為戈壁棕熊是西藏棕熊的孑遺的理論。

## 外部連結
- . ITIS.